# Луцилій Лонг
Луцилій Лонг (лат. Lucilius Longus; ? — 23) — державний діяч ранньої Римської імперії, консул-суффект 7 року.

## Життєпис
Походив з роду homo novus Луциліїв. Про його батьків немає відомостей. був другом імператора Тиберія. У 6 році до н. е. разом з останнім виїхав на острів Родос. Був єдиним сенатором, який вирушив за Тиберієм.
У 7 році став консулом-суффектом після Авла Ліцинія Нерви Сіліана. За правління Тиберія користувався великою довірою імператора. У 23 році помер у Римі. На його честь за пропозицією Тиберія сенат постановив встановити статую на форумі міста.